# OPUS：靈魂之橋
《OPUS：靈魂之橋》（英語：OPUS: Rocket of Whispers）是一款由台灣獨立遊戲工作室SIGONO所開發的2D冒險遊戲。該作品為《OPUS：地球計畫》的精神續作，並延續其富含故事劇情及探索元素的風格。《OPUS：靈魂之橋》的故事發生在數萬年後的未來，講述一名女巫與火箭技師後代於末日後偶然相遇，為了使末日犧牲者的亡靈安息，他們決心建造一艘火箭，透過宇宙葬載着亡靈長眠於銀河深處。該遊戲先是於2017年9月14日在Android及iOS上發行，而後接著將於2018年2月5號在Steam上推出Microsoft Windows及Mac OS X版本。
《OPUS：靈魂之橋》在故事、圖像及音樂上獲得相當的好評。其獲得的獎項肯定包含 Google Play 編輯精選遊戲、国际手机游戏大奖東南亞區2016年的最佳美術獎、国际手机游戏大奖中國區2016年度最具期待遊戲獎，台北國際電玩展獨立遊戲2018的最佳敘事獎，以及法米通白金殿堂評鑑。

## 劇情介紹
《OPUS：靈魂之橋》的故事發生在未來的時空。在由一場瘟疫引發的世界末日後，主人公約翰面對親友離世，必須獨自生存並關閉家中所經營的火箭工廠。在一次外出中，他偶然與一名女巫相遇。這名女巫名為林芳，是地球教的信仰者與該教唯一的生還者，她所信仰的地球教相信藉由舉辦宇宙葬，以火箭載著已故之人的靈魂至太空，將能使靈魂回歸象徵生命初始之地的銀河並得到安息。女巫林芳說服約翰與她合作建造火箭，一起超渡徘徊在人世間的末日罹難者亡靈。

### 角色
- 約翰：全名約翰・曼森（John Manson），家中經營奧伯斯火箭工廠，父親為一名專業火箭技師。末日後，因為親友逝去，火箭工廠被迫關閉，只剩約翰獨自在工廠中生活。
- 林芳：地球教會第四十六代女巫，繼承教會的意志，相信藉舉辦宇宙葬能使靈魂得到安息。她同時是一位身兼禮儀與技術的天才技師，負責製作宇宙葬所需的火箭。

## 遊戲方式
《OPUS：靈魂之橋》是一款由Unity製作的第三人稱冒險遊戲，玩家從俯視視角探索廣大的世界，隨著探索進度提升，玩家也將逐步體驗到豐富的故事劇情，解開有關角色及這個世界的謎團。
在遊戲中，玩家需操作主人公約翰在末日後的世界探索，尋找用於製作宇宙葬火箭的材料，同時需替約翰製作求生裝備以到達不同的地區。當材料蒐集告一段落，玩家將操作女巫林芳打造火箭各個不同的零件並組裝，在組裝完成後發射至天際。
在探索途中，玩家能從各地廢墟遺跡中挖掘出遺留物，藉由讀取其中的訊息，逐步拼湊出末日前曾發生的種種故事。同時，每組裝完一個火箭部位，玩家也將能藉閱讀角色間的對話，得知過去發生在他們身上的故事。

## 開發
《OPUS：靈魂之橋》由台灣獨立遊戲工作室SIGONO所製作，使用Unity引擎開發。該遊戲於《OPUS 地球計畫》發行的半年後開始開發，於2017年9月14日在Android及iOS上發行，並即將在2018年2月5日於Steam上推出Microsoft Windows 及 Mac OS X 版本。

## 周邊

### 小說
《OPUS：靈魂之橋》的小說版《OPUS靈魂之橋 - 廢墟裡的銀河》於2021年由尖端出版，月亮熊執筆，天之火、鸚鵡洲插畫。

### 官方美術設定集
《OPUS：靈魂之橋》於2022年1月12日於Steam平台推出「官方美術設定集＋地圖特典」，集結《OPUS：靈魂之橋》的圖像與設定資料，超過30頁的精選內容。包括角色設定、場景原畫設定、地圖細節等，同時揭露許多早期的構想，首次公佈許多遊戲中未見的重要資料。設定集並且附上遊戲中荷米市與近郊的全覽地圖。

### 原聲音樂
《OPUS：靈魂之橋》的數位原聲專輯先於2017年9月14日在Bandcamp上發售，隨後其實體專輯於2017年12月18日正式發表。該實體專輯包含43首遊戲曲目以及3首特別收錄曲目，曲風包含了氛圍電子，超微量後搖，實驗音樂與Chill Out等。由台灣音樂家Triodust作曲，並由許家維進行母帶後期處理。
| 曲名                                      | 音樂家   |
| ----------------------------------------- | -------- |
| Rocket of Whispers                        | Triodust |
| Once Upon a Space Burial                  | Triodust |
| The Plague                                | Triodust |
| I Hear You                                | Triodust |
| Post-Plague                               | Triodust |
| Good Night I                              | Triodust |
| Everyone Has Left                         | Triodust |
| Opus Rocket Factory                       | Triodust |
| Just Let Me Be                            | Triodust |
| Space Burial Launch Site                  | Triodust |
| A Broken Bridge                           | Triodust |
| The Witch                                 | Triodust |
| Don’t Leave Me Here                       | Triodust |
| Good Night II                             | Triodust |
| Town of Malkuth                           | Triodust |
| Calm                                      | Triodust |
| New Malkuth Mine                          | Triodust |
| Fei Lin                                   | Triodust |
| Fei Lin - Childhood                       | Triodust |
| Requiem                                   | Triodust |
| Prepare for Launch 14                     | Triodust |
| Failure                                   | Triodust |
| Doubt                                     | Triodust |
| For What                                  | Triodust |
| Hetmis City I                             | Triodust |
| A Brief Visit                             | Triodust |
| Prepare for Launch 18                     | Triodust |
| Good Night III                            | Triodust |
| Dissonance                                | Triodust |
| Hetmis City II                            | Triodust |
| Coward                                    | Triodust |
| My Fault                                  | Triodust |
| How Long Must I Wait                      | Triodust |
| Alone Again                               | Triodust |
| I Miss You                                | Triodust |
| Wonderful World                           | Triodust |
| End of the Bridge                         | Triodust |
| We Are Here                               | Triodust |
| To Celebrate, and Say Goodbye             | Triodust |
| Rocket of Hope                            | Triodust |
| Thank the Cosmos for Bringing Us Together | Triodust |
| 21 grams ft. Fei Lin                      | Triodust |
| Mortician of the End                      | Triodust |

## 評價
《OPUS：靈魂之橋》在故事、圖像及音樂上獲得相當的好評，獲得 Tim cook 微博專文推薦為「年度優秀本土獨立遊戲」。其獲得的獎項肯定包含 Google Play 編輯精選遊戲、国际手机游戏大奖東南亞區2017年的最佳美術獎、国际手机游戏大奖中國區2017年度最具期待遊戲獎，台北國際電玩展獨立遊戲2018的最佳敘事獎，法米通白金殿堂評鑑等。
| 年份 | 獎項 |
| ---- | --- |
| 2017 | 獲得 App Store 全球精選遊戲 獲得 Google Play 全球精選遊戲 獲得 Google Play 編輯精選 獲得 IMGA SEA 最佳美術獎 獲得 IMGA China 最具期待獎 獲得 Google Play Best of 2017 年度最佳獨立製作遊戲 獲得 Taipei Game Show Indie Game Award 最佳劇情獎             |
| 2018 | 入選 Google Indie Game Awards 獲得 Google play編輯推薦「Indie Corner 獨立製作遊戲」專區 入選 App Store 中國編輯精選 獲得 法米通白金殿堂評鑑 獲得 IndiePlay 最佳敘事獎 獲得 IMGA SEA 最佳敘事獎 入選 IMGA Global 最佳音樂音效 入選 IMGA Global 最佳敘事獎 |

## 資料來源
1. ↑  巴哈姆特. .   [2018-01-30]. （原始内容存档于2018-01-30）.
2. ↑  巴哈姆特. .   [2018-01-30]. （原始内容存档于2018-01-30）.
3. 1 2  . Google Play.   [2018-01-30]. （原始内容存档于2019-02-17）.
4. 1 2  . International Mobile Gaming Awards.   [2018-01-30]. （原始内容存档于2018-01-31）.
5. 1 2  . 國際行動遊戲大獎 中國.   [2018-01-30]. （原始内容存档于2018-01-30）.
6. 1 2  . Taipei Game Show.   [2018-01-30]. （原始内容存档于2018-01-31）.
7. 1 2 3  . 巴哈姆特電玩資訊站.   [2021-08-10]. （原始内容存档于2020-11-09）.
8. ↑  歪力. . 4Gamers.   [2021-08-23]. （原始内容存档于2018-02-07）.
9. ↑  GNN 記者 Jessica. . 巴哈姆特.   [2021-08-23]. （原始内容存档于2022-03-04）.
10. ↑  . Steam.   [2022-01-21]. （原始内容存档于2022-01-21）.
11. ↑  . Bandcamp.   [2018-01-30]. （原始内容存档于2018-02-02）.
12. ↑  . 新浪香港.   [2021-08-10]. （原始内容存档于2021-08-10）.
13. ↑  . 加點音樂誌.   [2021-08-10]. （原始内容存档于2021-08-10）.
14. ↑  . Google 台灣 - 官方部落格.   [2021-08-10]. （原始内容存档于2021-08-10）.
15. ↑  . Google 台灣 - 官方部落格.   [2021-08-10]. （原始内容存档于2021-08-10）.
16. ↑  .   [2021-08-10]. （原始内容存档于2020-09-25）.
17. ↑  . IMGA 中国官方网站.   [2021-08-10]. （原始内容存档于2021-08-10）.
18. ↑  . Inside.   [2021-08-10]. （原始内容存档于2021-08-10）.
19. ↑  . 巴哈姆特.   [2021-08-10]. （原始内容存档于2021-08-10）.
20. ↑  . 巴哈姆特.   [2021-08-10]. （原始内容存档于2021-08-10）.
21. ↑  . 知乎.   [2021-08-10]. （原始内容存档于2021-08-10）.
22. ↑  . 4Gamers.   [2021-08-10]. （原始内容存档于2021-08-10）.
23. ↑  .   [2021-08-10]. （原始内容存档于2018-03-11）.
24. 1 2  .   [2021-08-10]. （原始内容存档于2020-01-20）.